# A tőke a 21. században
A tőke a 21. században (eredetileg franciául Le Capital au XXIe siècle) Thomas Piketty francia közgazdász 2013-as könyve, melynek fókuszában az Európában és az USA-ban a 18. századtól mért vagyoni és jövedelmi egyenlőtlenségek állnak. A könyv először francia nyelven jelent meg, majd angolul 2014-ben, magyarul pedig 2015-ben a Kossuth Kiadónál.
A központi tézise szerint abban az esetben, ha a tőkemegtérülési mutató (r) hosszabb időn át meghaladja a gazdasági növekedés (g) mértékét, annak eredménye vagyoni koncentráció lesz és a vagyon ezen egyenlőtlen megoszlása szociális és gazdasági instabilitást okoz. Piketty tézise szerint ez az egyenlőtlenség nem véletlen, hanem a kapitalizmus velejárója. Csökkentésére egy világméretű progresszív vagyonadót szorgalmaz.
A könyv francia nyelvű változatából 50.000 példányt adtak el. Az angol nyelvű kiadásból alig két hónap alatt – a digitális példányokkal együtt – 92.000 darab fogyott el.
A The New York Times bestseller-listáján 2014 májusában első helyezést ért el.

## Leírás
A könyv címe kissé megtévesztő: Karl Marx híres A tőke című könyvével ellentétben ez nem a tőkével, hanem a vagyonnal foglalkozik, pontosabban a vagyoni egyenlőtlenséggel. A könyv központi tézise szerint a gazdasági egyenlőtlenség nem a véletlen műve, hanem sokkal inkább a kapitalizmus velejárója, ami csak állami beavatkozás útján fordítható meg.
A könyv érvelése szerint a kapitalizmus reformra szorul, melynek hiányában a demokratikus rend kerül veszélybe.
Piketty elemzésében az általa vizsgált nyugat-európai és észak-amerikai országokban a gazdasági egyenlőtlenség növekvő trendjét találta, amit a 20. század derekán néhány különleges esemény – a két világháború, a nagy gazdasági világválság – pusztán átmenetileg fordított meg,
hogy aztán kb. 1975-től újra az egyenlőtlenségek növekedéséé legyen a főszerep. A szerző véleménye szerint a világ a kapitalizmus olyan válfaja felé halad, ahol az üzleti siker a kormányzati szereplőkhöz fűződő kapcsolatokon múlik és ahol a gazdaság jelentős részét öröklött vagyonok dominálják.

## Fogadtatása

### Pro
A Nobel-díjas közgazdász, Paul Krugman „az év, de talán az évtized legfontosabb közgazdasági témájú könyvének” nevezte.
A szintén közgazdasági Nobel-díjas Robert Solow szerint Piketty könyve „új és erőteljes hozzájárulás egy régi témához: amíg a megtérülési ráta meghaladja a növekedés mértékét a gazdagok jövedelme és vagyona a tipikus munkajövedelemnél gyorsabban nő.”
Branko Milanović, a Világbank korábbi vezető közgazdásza a könyvet „a közgazdasági gondolkodás egyik vízválasztójának” tartja.

### Kritikák
A kritikák egy része kiemeli, Piketty könyve úgy helyezi az egyenlőtlenséget a középpontba, hogy megmagyarázná, miért éppen az volna a legnagyobb veszélyforrás. Clive Crook szerint "egyéb hibái mellett a »A tőke a 21. században« nemcsak azt hiteti el az olvasóval, hogy fontos az egyenlőtlenség, hanem, hogy semmi más nem számít. Ez a könyv azt szeretné, ha az elkövetkezendő évtizedek alacsony növekedése kapcsán nem azért aggódnánk, mert az az életszínvonal lassabb növekedését jelentené, hanem mert súlyosbítaná az egyenlőtlenséget.” Garai László megkülönbözteti a vagyon, a jövedelem, a jólét és a méltóság egyenlőtlenségét s a köztük való átmenetek kezelésére más és más megoldásokat ajánl a gazdaságpszichológia, ezen belül az identitásgazdaságtan megfontolásaiból levezetve.
Mások erősen megkérdőjelezhető módszertani megoldásokat találtak a könyvben. Így például Chris Giles a Financial Times hasábjain állítja, a könyv úgy számolja ki „Európa" adatát, hogy abban Nagy-Britanniát, Franciaországot és Svédországot azonos súllyal veszi számításba. Ha nem így tenne, hanem például lakosságszámmal súlyozott átlagot számolna, más eredményre jutna. Giles további számítási hibákat is talált a Piketty által nyilvánosságra hozott nyersadatok között. Ugyanakkor a Financial Times testvérlapja, az Economist erről így ír:
"Giles elemzése valóban impresszív... Azonban az eddig napvilágra került elemzések nem támasztják alá a Financial Times konklúzióját, miszerint a könyv érvelése téves."
2015-ben Kornai János élesen bírálta Thomas Piketty művének egyoldalúságát („Nem helyes hangulatot szítani a »gazdagok« ellen”).
2014 júliusában George G. Reisman, a Pepperdine Egyetem közgazdaságtan professor emeritusa, az osztrák közgazdaságtani iskola egyik képviselője, szintén éles elemzésben bírálta a könyvet:
Piketty szándékosan meg kívánná gátolni a tőke felhalmozását, akár 80%-ot is elérő jövedéki adókkal. A már felhalmozott tőkét pedig akár 10%-os éves adóval semmisítené meg. ... Amennyiben életbe lépne, a Piketty által sürgetett program épp olyan pusztító lenne eredményeiben, mint amennyire csekély tudással rendelkezik a szerző a szilárd közgazdaságtant illetően. A könyv sikere korunk közgazdaságtani tudatlanságának barométere. Az elismerő szavak e könyv kapcsán vehetők úgy, mint bizonyítékot a dicséret szerzőjének közgazdasági járatlanságára.

## Magyarul
- A tőke a 21. században; ford. Balogh-Sárközy Zsuzsanna; Kossuth, Bp., 2015

## Fordítás
- Ez a szócikk részben vagy egészben  a   Capital in the Twenty-First Century című angol Wikipédia-szócikk ezen változatának fordításán alapul.  Az eredeti cikk szerkesztőit annak laptörténete sorolja fel. Ez a jelzés csupán a megfogalmazás eredetét és a szerzői jogokat jelzi, nem szolgál a cikkben szereplő információk forrásmegjelöléseként.